# 日本国憲法第8章
日本国憲法 第8章（にほんこくけんぽう だい8しょう）は、日本国憲法の章の1つ。「地方自治」の章名で、日本の地方自治について規定している。第92条から第95条までの4条からなる。

## 構成
- 第92条 地方自治の基本原則
- 第93条 地方公共団体の機関、その直接選挙
- 第94条 地方公共団体の権能
- 第95条 特別法の住民投票